# Österreichischer Frauen-Fußballcup 1989/90
Der Österreichische Frauen-Fußballcup wurde in der Saison 1989/90 unter dem Namen ÖFB-Frauen-Fußball-Cup, ausgerichtet vom Wiener Fußball-Verband, zum 17. Mal ausgespielt. Den Pokal gewann zum ersten Mal der SC Brunn Lam LGebirge.

## Teilnehmende Mannschaften
Für den österreichischen Frauen-Fußballcup hätten sich anhand der Teilnahme der Ligen der Saison 1989/90 folgende 16(!!) Mannschaften, die nach der Saisonplatzierung der Frauen-Bundesliga 1988/89 und der Frauenliga Ost 1988/89 geordnet sind, qualifiziert. Teams, die als durchgestrichen gekennzeichnet sind, nahmen am Wettbewerb aus diversen Gründen nicht am Wettbewerb teil oder sind zweite Mannschaften und spielten daher nicht um den Pokal mit. Weiters konnten noch Vertreter aus den anderen Bundesländern teilnehmen.
| Frauen-Bundesliga (12) | Frauenliga Ost (4) | Meister oder Meistervertreter aus den anderen Bundesländern (0)                                                                   |
| --- | --- | --- |
| - USC Landhaus (W) (C) - Union Kleinmünchen (OÖ) - 1. DFC Leoben (ST) - SC Brunn am Gebirge (NÖ) - ESV Ostbahn XI (W) - ASV Vösendorf (W) - DFC Heidenreichstein (NÖ) - LUV Graz (ST) - ESV Stadlau/Kaisermühlen (W) - SC Neunkirchen (NÖ) (N) - SV Wienerfeld (W) (N) - First Vienna FC 1894 (W) (N) | - USC Landhaus II (W) - DFC Laimbach (NÖ) - ESV Parndorf (B) - SC Großrußbach (NÖ) - Austria XIII (W) (N) - SV Wienerfeld II (W) (N) | Es gibt keine Informationen über weitere Vertreter aus den Bundesländern, obwohl auch Bundesländer-Vereine startberechtigt wären. |
| Erläuterungen Länderkürzel: (B): Burgenland, (OÖ): Oberösterreich, (NÖ): Niederösterreich, (ST): Steiermark, (T): Tirol, (W): Wien | | |

| (C) | amtierender Cupsieger 1987/88, kein ÖFB-Ladies-Cup 1988/89 |
| (A) | Absteiger der Saison 1989/90                               |
| (N) | Neuaufsteiger der Saison 1989/90                           |

## Turnierverlauf
Es liegen nur die Ergebnisse von ein paar Begegnungen vor dem Finale vor.
Finale

Das Finale wurde am Sportplatz Hochwolkersdorf, Hochwolkersdorf in Niederösterreich ausgetragen.
| Datum        |                     | Ergebnis |               |
| ------------ | ------------------- | -------- | ------------- |
| keine Angabe | SC Brunn am Gebirge | 2:1      | 1. DFC Leoben |